# Sun Kwon
Sun Kwon (nazwisko panieńskie Paik) (kor. 백선) – fikcyjna postać Koreanki z serialu Zagubieni. Sun jest córką bogatego biznesmena. Zakochała się w Jinie, który pracował dla jej ojca. Wyszła za niego za mąż.

## Na wyspie

### Sezon pierwszy
Na wyspie jej mąż, Jin, zabrania jej kontaktów z pozostałymi rozbitkami. Sun jednak, która w tajemnicy przed mężem doskonale zna angielski, zaprzyjaźnia się z Michaelem i Kate. Jej znajomość leczniczych ziół nie raz pomaga rozbitkom (m.in. jej lecznicze zioła pomogły Shannon, gdy ta miała atak astmy).

### Sezon drugi
W drugim sezonie serialu „Lost” Sun początkowo wyczekuje powrotu swojego męża, który wypłynął tratwą w morze. Wraz z Kate odnajduje na plaży butelkę z listami rozbitków. Kiedy Jin wraz z grupą Any Lucii powraca na północną plażę, Sun jest bardzo szczęśliwa. Wydaje się nawet, że kontakty pomiędzy małżonkami poprawiają się na lepsze. Okazuje się, że Sun jest w ciąży. Wraz z mężem i Sayidem wyrusza na statku Desmonda na pomoc Jackowi, Sawyerowi, Hugo i Kate.

### Sezon trzeci
W retrospekcji w drugim odcinku serii „The Glass Ballerina” okazuje się, iż w przeszłości Sun zdradziła męża z przyjacielem Jae Lee. Ojciec Sun poleca Jinowi zabicie konkurenta i uniknięcia hańby. Mimo iż mąż Sun nie jest w stanie zabić Jae - kochanek popełnia samobójstwo. 
Podczas próby odbicia Jacka, Sawyera i Kate, Sun zabija kobietę z obozu „Innych” - Colleen. Po powrocie na plażę przed śmiercią Nikki i Paulo Sun dowiaduje się, że to Charlie upozorował jej porwanie innych lecz zrobił to przez Sawyera. W późniejszym odcinku Sun dowiaduje się, że kobiety, które zaszły w ciążę, na wyspie umierały. Toteż z pomocą Juliet udają się do stacji medycznej i tam sprawdzają kiedy Sun zaszła w ciążę. Okazuje się, że to dziecko Jina i Sun umrze. Kobieta cieszy się, że to dziecko Jin, a nie Jae Lee. W odcinku finałowym 3 serii Through the Looking Glass, gdy Jin zostaje na plaży w obronie grupy, Sun bardzo się o niego martwi. Lecz kiedy później okazuje się, że nic mu się nie stało, kobieta bardzo się cieszy, że mąż żyje i że razem będą mogli się wydostać z wyspy.

### Sezon czwarty
W sezonie 4 przy dzieleniu się na 2 grupy, Sun wybiera drużynę Jacka wyczekującą na ratunek. Jednak w odcinku Ji Yeon Sun zmienia zdanie i postanawia przejść do grupy Locke’a. Juliet nie chce do tego dopuściċ tłumacząc Jinowi, że jego żona jest bardzo chora i jeśli nie opuści wyspy może zginąċ. To również nie skutkuje więc Juliet wyjawia Jinowi że Sun go zdradziła. Jin ucieka w głąb dżungli a Sun policzkuje kobietę. Później Sun tłumaczy Jinowi wszystko i oboje sobie wybaczają. Jin chce się jednak dowiedzieć czy to jego dziecko więc Sun potwierdza.

## Po opuszczeniu wyspy
Widzimy Sun że jest w zaawansowanej ciąży. W pewnej chwili dopadają ją mdłości i zdąża tylko zawiadomiċ karetkę. W szpitalu od razu rodzi - dziewczynkę. Nadaje jej imię Ji Yeon tak jak tego chciał Jin. Chce się widziec z Jinem jednak to niemożliwe. Kiedy Sun jest już w domu odwiedza ją Hurley i prosi ją o pokazanie córki. Po pokazaniu małej razem idą na grób Jina, gdzie Sun rozmawia z Jinem. - odc. Ji Yeon